# داوود فتحعلی‌بیگی
داوود فتحعلی بیگی (زاده سال ۱۳۲۹ در زنجان) بازیگر اهل ایران است.

## تلویزیون
- ۱۳۶۶ مرغ حق (حسین مختاری)
- ۱۳۷۴ پهلوانان نمی میرند (حسن فتحی)
- ۱۳۸۱ فرستاده (جواد شمقدری)
- ۱۳۸۲ این راهش نیست (نوید میهن دوست)
- ۱۳۸۳صیام وتیام
- ۱۳۸۴ شهریار (کمال تبریزی)
- ۱۳۸۷ گلستان (محمد مختاری)
- ۱۳۹۱ پروانه (جلیل سامان)
- ۱۳۹۱ خاطرات مرد ناتمام (صادق کرمیار)
- ۱۳۹۳ گذر از رنج ها (فریدون حسن‌پور)
- ۱۳۹۴ گاهی به پشت سر نگاه کن (مازیار میری)
- ۱۳۹۸ خانواده دکتر ماهان (راما قویدل)
- ۱۴۰۳ آخرین دیدار (علی درخشنده)

## سینما
- صبح اعدام (۱۴۰۲)
- خانواده دکتر ماهان (١٣٩٨)
- پروانه (۱۳۹۲)
- یک خانواده محترم (١٣٩٢)
- اینجا شهر دیگری است (١٣٩٠)
- آلزایمر (١٣٨٩)
- سیب و سلما (١٣٨٩)
- شیش و بش (١٣٨٩)
- کتاب قانون (١٣٨٧)
- خاطره (١٣٨٧)
- زیستن (١٣٨٠)
- سگ کشی (١٣٧٩)
- آری چنین بود (۱۳۶۷)
- رام کردن مرد سرکش به همراه سیاه‌بازی سایه تو سایه(1397) نشر گیومه